# Zabreznica
Zabreznica este o localitate din comuna Žirovnica, Slovenia, cu o populație de 469 de locuitori.